# Anna Vanhatalo
Anna Vanhatalo (Helsinki, 29 febbraio 1984) è una hockeista su ghiaccio finlandese.

## Palmarès

### Olimpiadi
- Bronzo a Vancouver 2010.

### Mondiali
- Bronzo a Svizzera 2011.

### Coppa delle 4 Nazioni
- Bronzo a Canada 2010.